# Christoph Friedrich Otto
Christoph Friedrich Otto (4. prosince 1783 Schneeberg – 7. prosince 1856 Berlín) byl německý zahradník a botanik.
V letech 1805 až 1843 byl inspektorem berlínské botanické zahrady. Spolu s Albertem Dietrichem byl v letech 1833 až 1856 vydavatelem Allgemeine Gartenzeitung.
Byl po něm pojmenován rod Ottoa H.B.K.

## Dílo
- Abbildung der fremden in Deutschland ausdauernden Holzarten, 1819–1830 (spoluautoři Friedrich Guimpel a Friedrich Gottlob Hayne)
- Abbildungen auserlesener Gewächse des königlichen botanischen Gartens, 1820–1828 (spoluautor Heinrich Friedrich Link)
- Abbildungen neuer und seltener Gewächse …, 1828–1831 (spoluautor Heinrich Friedrich Link)
- Abbildung und Beschreibung blühender Cacteen, 1838–1850 (spoluautor Ludwig Georg Karl Pfeiffer)
- Abbildungen seltener Pflanzen des Königlichen botanischen Gartens …, 1840–1844 (spoluautor Heinrich Friedrich Link)